# Myrmosa
Myrmosa (лат.) — род ос-немок из подсемейства Myrmosinae.

## Распространение
В Неарктике 4 вида, в Палеарктике 5 видов, в Европе около 2 видов. Для СССР указывалось около 3 видов.

## Описание
Мелкие и среднего размера пушистые осы (4-13 мм). Глаза опушенные. Грудь самки удлинённая, переднеспинка уже промежуточного сегмента. Глазки развиты. Передний край лба самок со срединным отростком или продольным килем. Паразиты пчёл и ос.

## Систематика
Около 10 рецентных видов.

### Виды Европы
- Myrmosa atra Panzer, 1801 typus
- Myrmosa eos  Lelej, 1981
- Myrmosa moesica Suárez, 1981
- Myrmosa mongolica  Suárez, 1974
- Myrmosa nigrofasciata  Yasumatsu, 1931
- Другие виды